# Bereczky Endre
Bereczky Endre (Budapest, 1896. november 8. – Budapest, 1973. augusztus 2.) magyar vegyészmérnök, egyetemi tanár, tanszékvezető.

## Életpályája
A budapesti Műegyetemen diplomázott 1921-ben. A Beocsini Cementgyári Unió alkalmazásában, a Csehszlovákiai cementgyárakban: Lédecen (Ladce) és Litvaillón (Lietavaska Lucka) üzemmérnök, később főmérnök. A vállalat központjában, Pozsonyban beruházási főmérnök, majd műszaki igazgató. 1945-től a Selypi cementgyár főmérnöke lett. Az államosítást követően a Mész- és Cementipari Központ műszaki igazgatóhelyettese. 1951–1964 között a Veszprémi Vegyipari Egyetemen a Szilikátkémiai Tanszék vezetője volt. 1952-ben elnyerte a kandidátusi fokozatot. 1953–1954 között az egyetem dékánja volt. Nyugdíjazását követően Budapesten a Szilikátipari Központ Kutató és Tervező Intézetében folytatott cementipari kutatásokat. 
Oktató munkája során számos hallgatót, aspiránst nevelt, készített elő a tudományos pályára. Az általa kifejlesztett heterogén cementek a mai napig fontos építőipari anyagnak számítanak.

### Tanulmányai
Szakmai publikációi a hazai és külföldi szakfolyóiratokban jelentek meg (Építőanyag, Zement-Kalk-Gips, Ton-Industrie Zeitung). Több előadást tartott a magyar és csehszlovák tudományos találkozókon, a berlini Technische Hochschule kongresszusán, a londoni Cementkémiai Világkonferencián.

## Művei
- Bereczky Endre – Becz Jenő: Építőipari anyagtan (1950)

## Szakmai sikerek
Hosszú ideig a Szilikátipari Tudományos Egyesület elnöki, társelnöki tisztét töltötte be.

## Díjai
- Kossuth-díjat (1949) a heterogén cementekkel folytatott kutatásaiért